# Kenzō Tange
Kenzō Tange (丹下健三; Tange Kenzō rođen 4. rujna, 1913. – 22. ožujka, 2005.) je japanski arhitekt i dobitnik Pritzkerove nagrade za arhitekturu 1987. godine. Svjetsku slavu je stekao rekonstrukcijom u Drugom svetskom ratu razorene Hirošime. Tange je sudjelovao i u obnovi zemljotresom razorenog Skoplja.

## Životopis
Rodio se 1913. godine u Osaki, a detinjstvo je proveo u kineskim gradovima Hankou i Šangaju, te u Imbari na japanskom otoku Shikoku. God. 1935. počeo je studirati arhitekturu na Tokijskom sveučilištu, na što se odlučio upoznavši se s radovima švicarskog arhitekta Le Corbusiera. Tijekom rata počeo je studirati i urbanizam, a 1946. godine je postao izvanrednim profesorom na Tokijskom sveučilištu i osnovao je „Tange Laboratorij“. Na Tokijskom sveučilištu je radio kao profesor od 1963. do 1974. godine i postao je traženim gostujućim predavačem na sveučilištima kao što su Harvard, Yale, Barkley i dr.
1950-ih je bio aktivni član Udruđenja modernih arhitekata (CIAM) i iako se nakon raskola udruženja u Dubrovniku 1956. god. nije pridružio skupini mlađih arhitekata poznatih kao „Team 10”, njegov urbanistički plan Tokya je jako utjecao na njih, ali i na metabolističku arhitekturu koja će kasnije postati poznata kao strukturalistička arhitektura.
Kenzō Tange je dobio mnoge nagrade za svoj rad kao zlatna medalja RIBA, zlatna medalja AIA (1966.), francuske akademije (1987.), kao i Pritzkerova nagrada (1987.) koja se često naziva i „Nobelovom nagradom za arhitekturu”. Te iste godine je predstavio i svoj projekt tokijske vijećnice.
U tvrtki Kenzo Tange Associates, koju je osnovao 1961., radio je sve do tri godine prije svoje smrti 2005. god. Njegov ispraćaj je organiziran u jednom od njegovih djela, Tokyjskoj katedrali sv. Marije.

## Djela
Kenzō Tange je najpoznatiji u svijetu kao arhitekt i urbanist Japana poslije Drugog svjetskog rata, ali i kao tvorac nezaboravnih visećih konstrukcija sportskih dvorana tokijskih ljetnjih olimpijskih igara '64. ili paviljona EXPO-a u Osaki 1970. god. Još u ranijim radovima pokušava kombinirati avangardne elemente internacionalnog stila s japanskom tradicionalnom arhitekturom, a u kasnijim radovima se okreće strukturalističkoj arhitekturi.
Nakon što je ostvario svjetsku slavu muzejom „Centar mira“ za Spomenički park mira u Hirošimi 1949. godine, dobivao je mnoge arhitektonske i urbanističke projekte u cijelom svetu. Njegovo životno djelo su Tokyjske olimpijske dvorane za tokijske olimpijske igre (1964.) koje je oblikovao od konstrukcija visećih lančanih krovova i spiralnih oblika koje nose središnji armiranobetonski piloni. Kao jedini arhitekt, za svoj rad je dobio odlikovanje olimpijskog komiteta.
Godine 1959. doktorirao je s radom „Prostorne strukture u velegradu“ i urbanizmu je posvetio veliki dio svog života. Tako je projektirao „Plan za Tokyo 1960.“, od kojega je veći dio iskoristio prilikom obnove 60% Skoplja nakon katastrofalnog potresa 1963. god. (ostalih 40% je projektirao tim jugoslovenskih arhitekata).
Tange je utjecao i na stil brutalizma (Telekomunikacijska zgrada Yamanashi u Kōfu iz 1966.), ali je odbacivao postmodernu arhitekturu smatrajući ju za „prijelazni izričaj u arhitekturi”.
- Kuća Kenzōa Tangea, (1953.)
- „Centar mira“ za Spomenički park mira u Hirošimi(1949.-55.)
- Zgrada vlade prefekture u Kagawi (1958.)
- Nacionalna dvorana Yoyogi, Tokyo (1964.)
- Katedrala sv. Marije, Tokyo (1964.)
- Informacijski centar Shizuoka (1967.)
- Japanski paviljon za EXPO u Osaki (1970.)
- Upravna zgrada Shinjuku-Tokyo (1991.)
- OUB Centar, Singapur (1980.-86.)
- Sjedište tvrtke Fuji TV u Odabi (1996.)

## Vanjske poveznice
- Tange Associates, službene stranice